# Torrijos (Toledo)
Torrijos è un comune spagnolo di 12 000 abitanti situato nella comunità autonoma di Castiglia-La Mancia.
Il nome proverrebbe dal latino turris, torre, ad indicare la presenza di una struttura difensiva ai tempi di Roma.

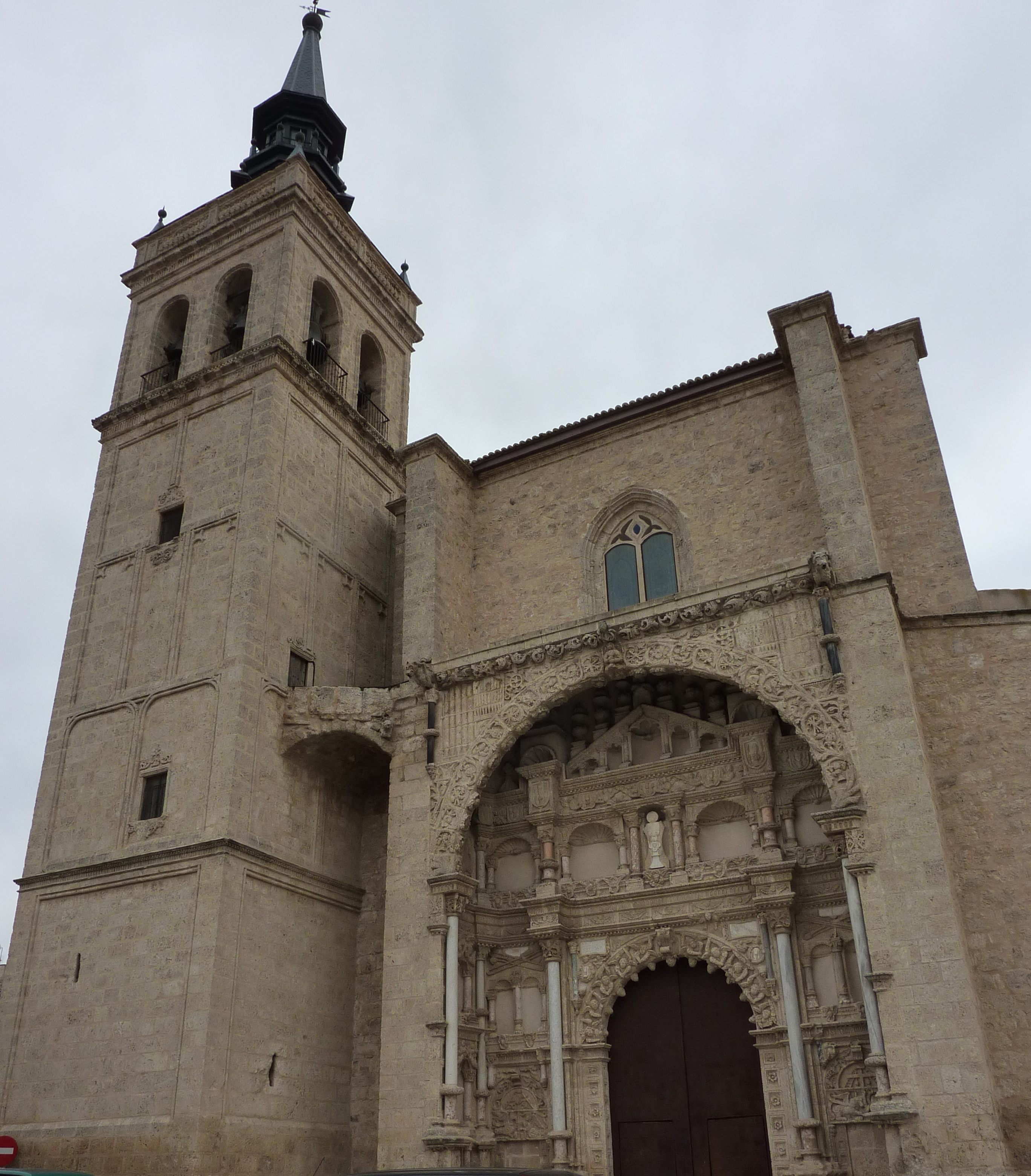
La Colegiata (XVI secolo)